# Autoroute A26 (Italie)

Plan A26 - Autostrada dei Trafori.

Pour les articles homonymes, voir A26.
L'Autoroute A26 dite aussi Autostrada dei Trafori (autoroute des tunnels) part de Gênes, traverse la chaîne des Apennins au Passo del Turchino (532 m), puis l'agglomération d'Ovada, et rejoint l'A21 près d'Alexandrie.
Elle continue vers le Nord en longeant Casale Monferrato. Ensuite elle se divise en deux tronçons au sud de Verceil. Le tronçon ouest se confond avec l'A4 et l'A5 près de Santhià. Le tronçon oriental continue vers le nord, croise l'A4 à l'ouest de Novare, rejoint Sesto Calende (où elle rejoint l'A8) et suit les rives du Lac Majeur avec des sorties à Arona et Stresa.
Elle s'achève à Gravellona Toce se raccordant à la SS33 (route nationale) du Simplon, ce qui permet la liaison avec Domodossola et la Suisse. 
De Gênes-Voltri et jusqu'après le raccordement avec l'A4, l'A26 a trois voies par sens en plus de la voie de sécurité, ce qui en fait la plus grosse artère de communication entre la plaine du Pô et la côte ligure, voire de toute la Ligurie. Le tracé, même dans les Apennins, est fluide et les courbes sont assez larges. 
De Gênes au Turchino les voies sont en alternance sur d'imposants ponts (notamment celui de Gorsexio) et à travers de nombreux tunnels.

## Galerie d'images

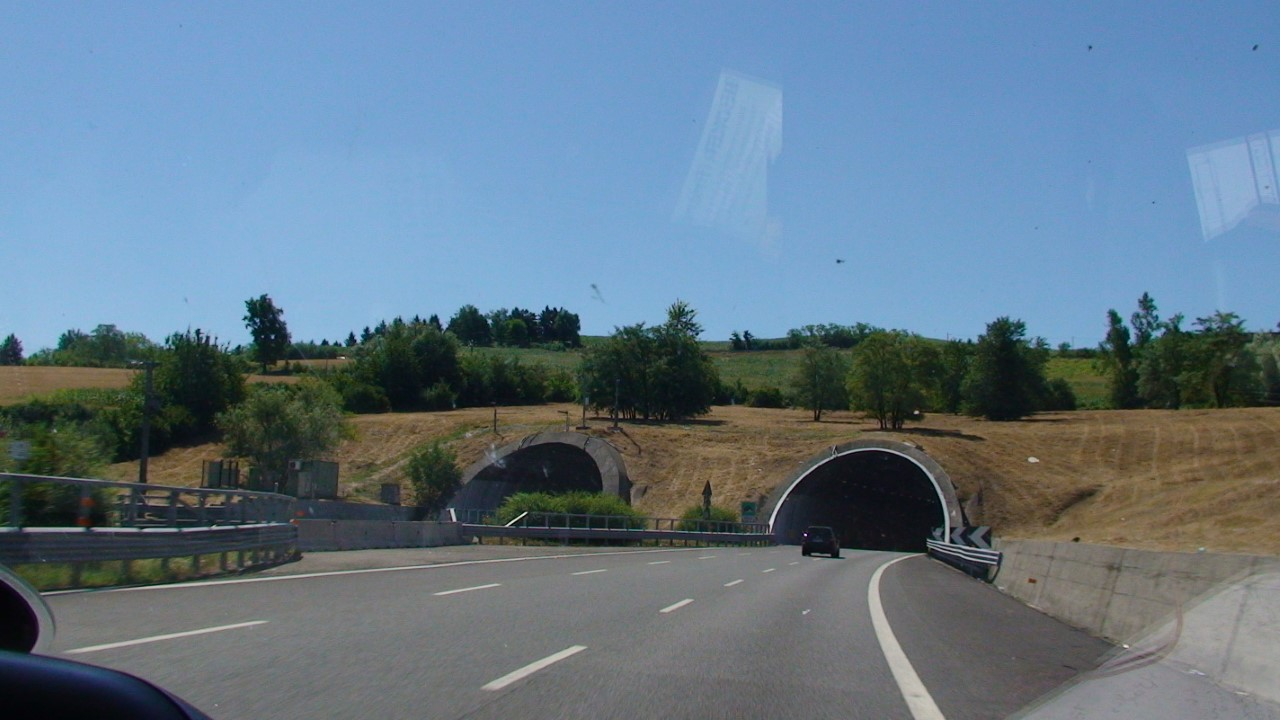
Le tunnel d'Olimpia sur l'A-26 à hauteur de San Salvatore Monferrato.
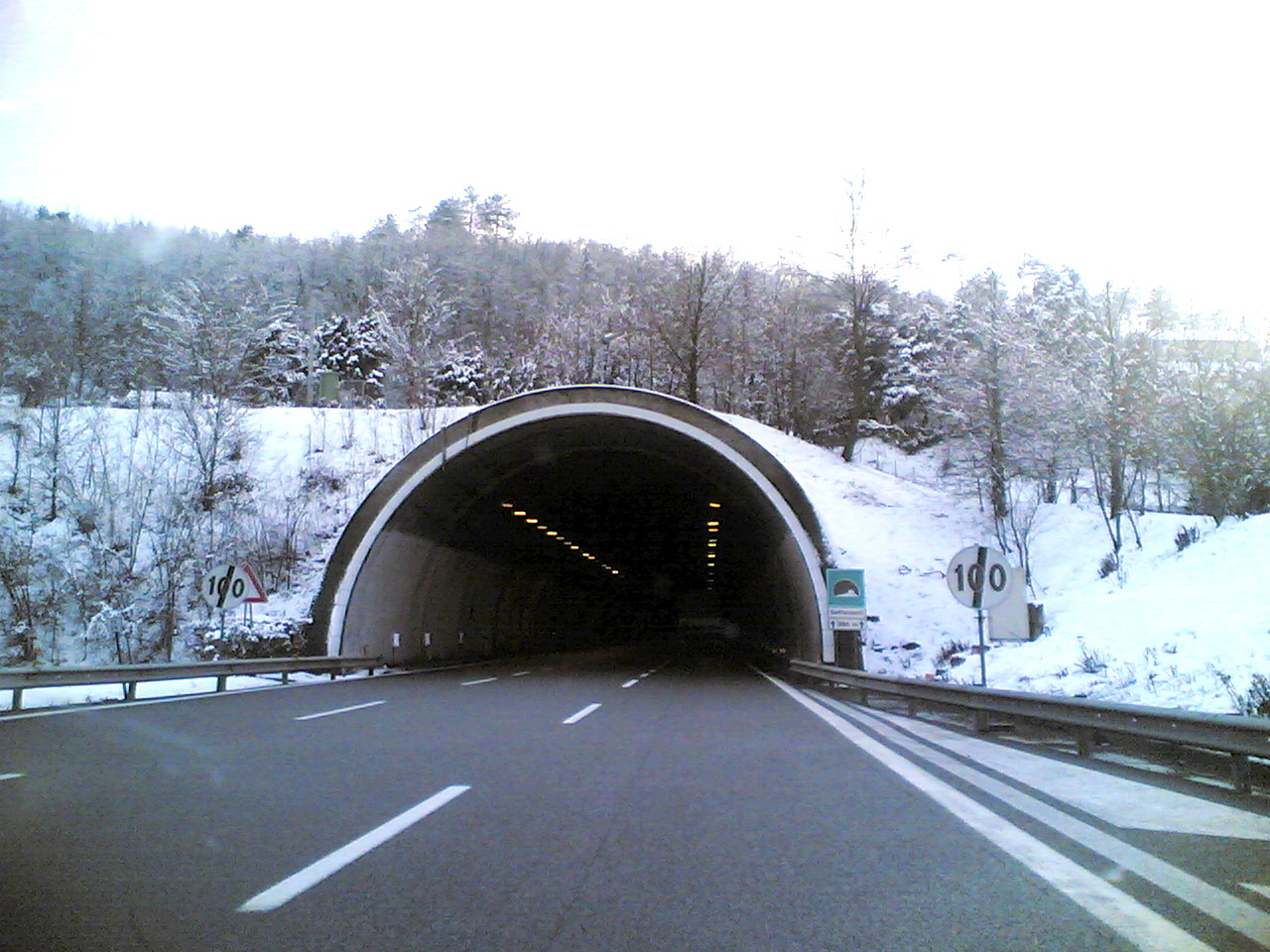
L'A-26 près d'Alexandrie, juste avant les Apennins en direction de Gênes.
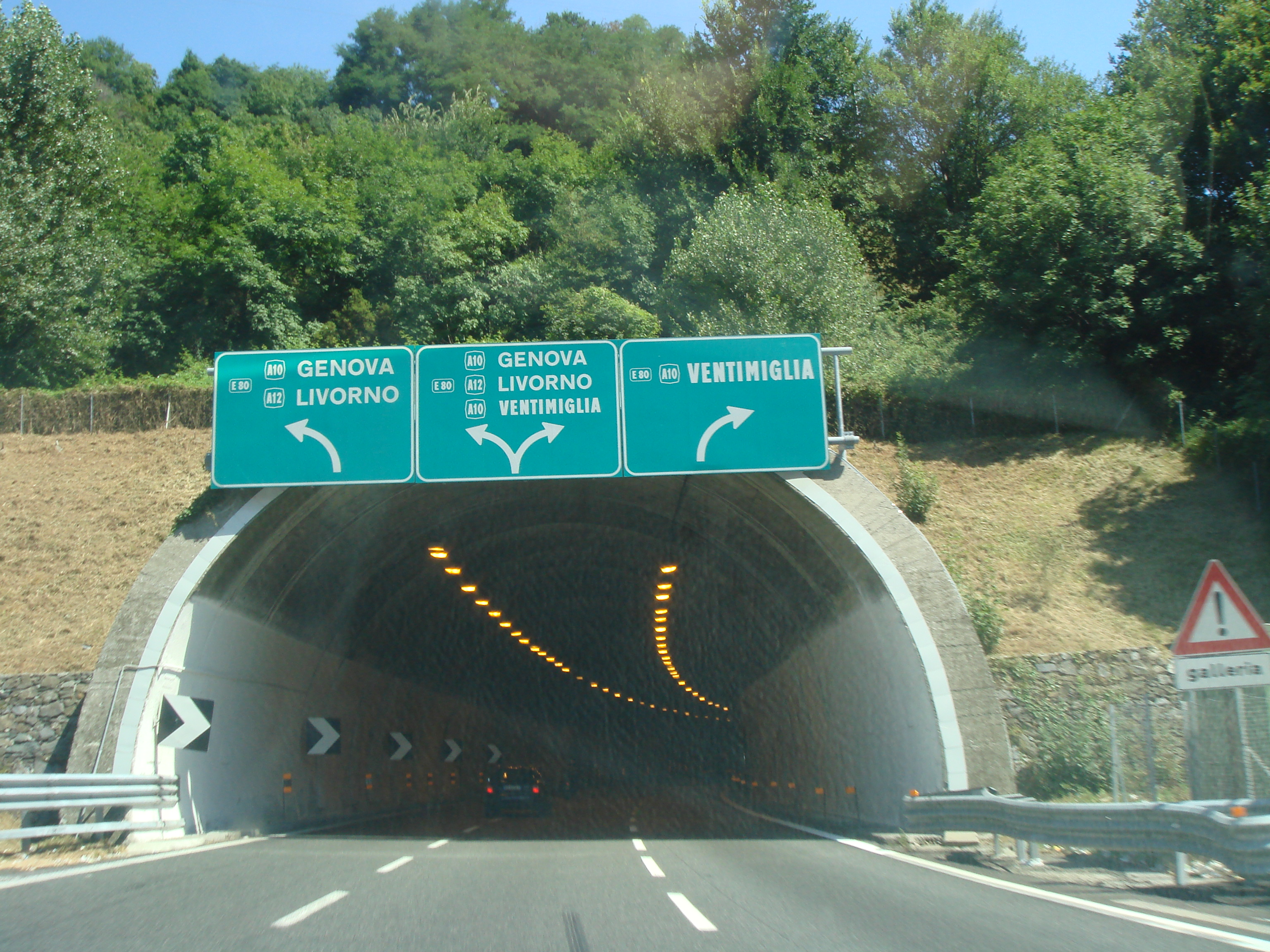
Autoroute A26 avant la jonction avec l'A10.
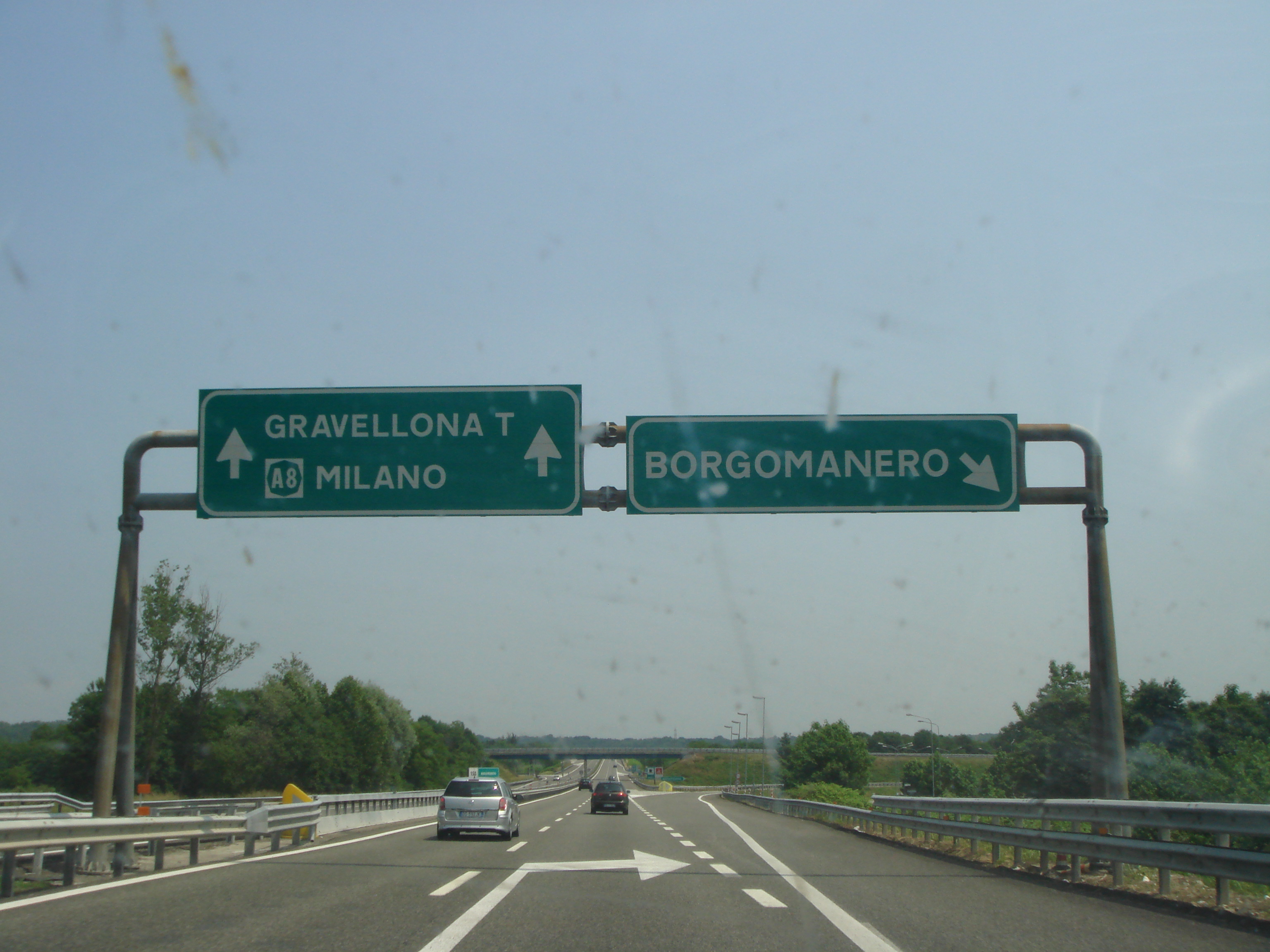
L'A26 au niveau de Borgomanero en direction du nord.
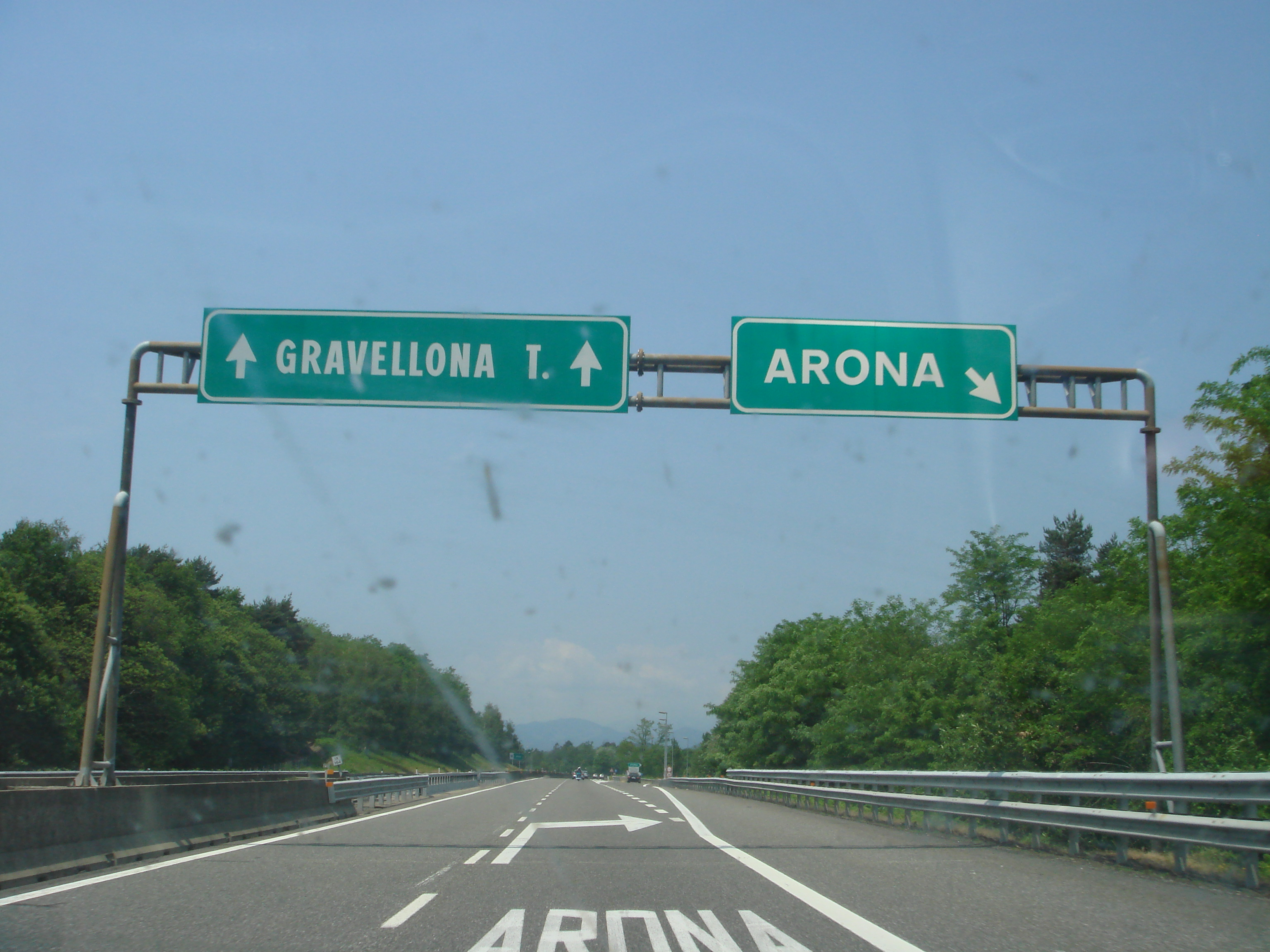
L'A26 au niveau d'Arona en direction du nord.
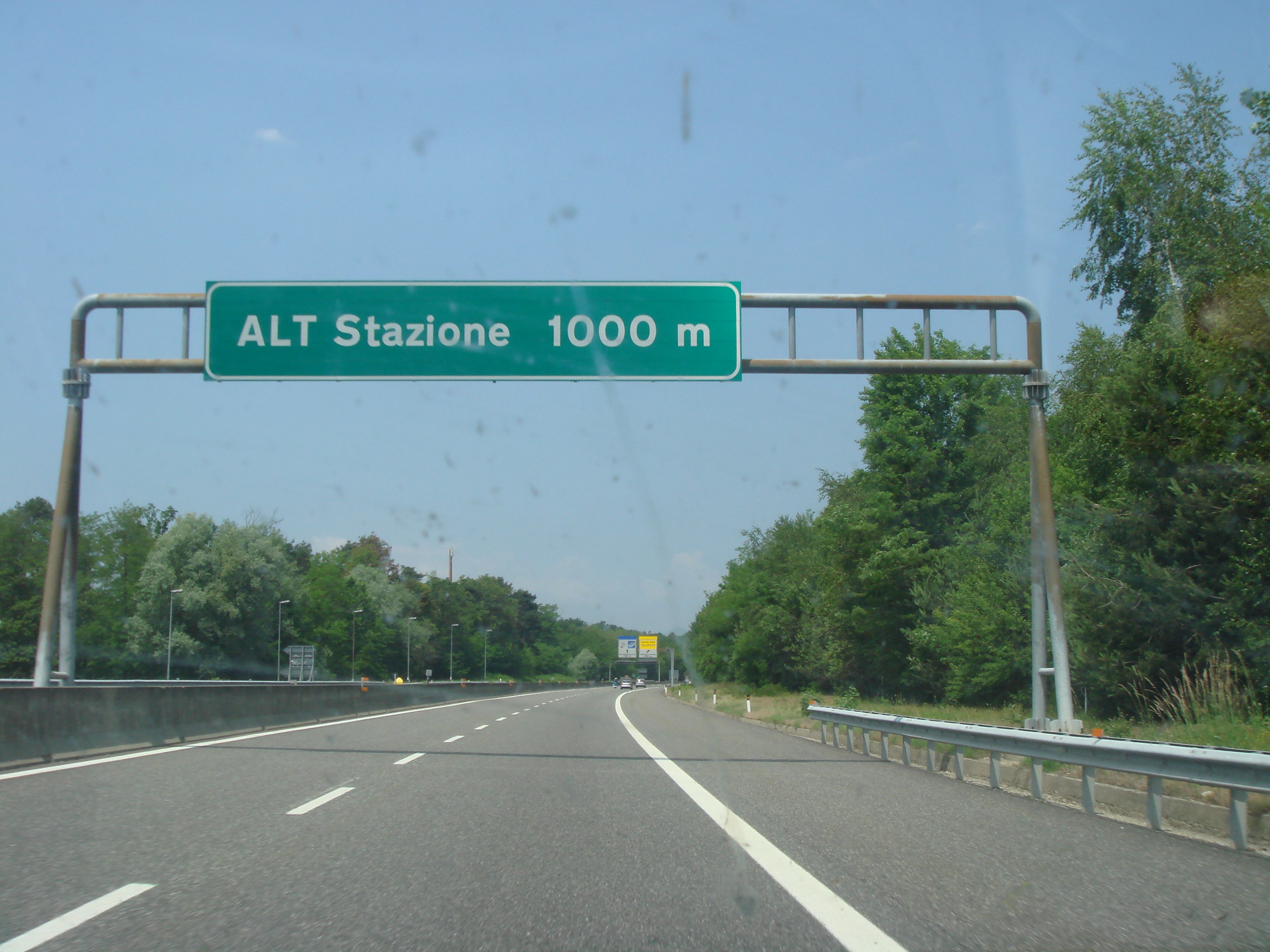
Péage du lac Majeur sur l'A26.
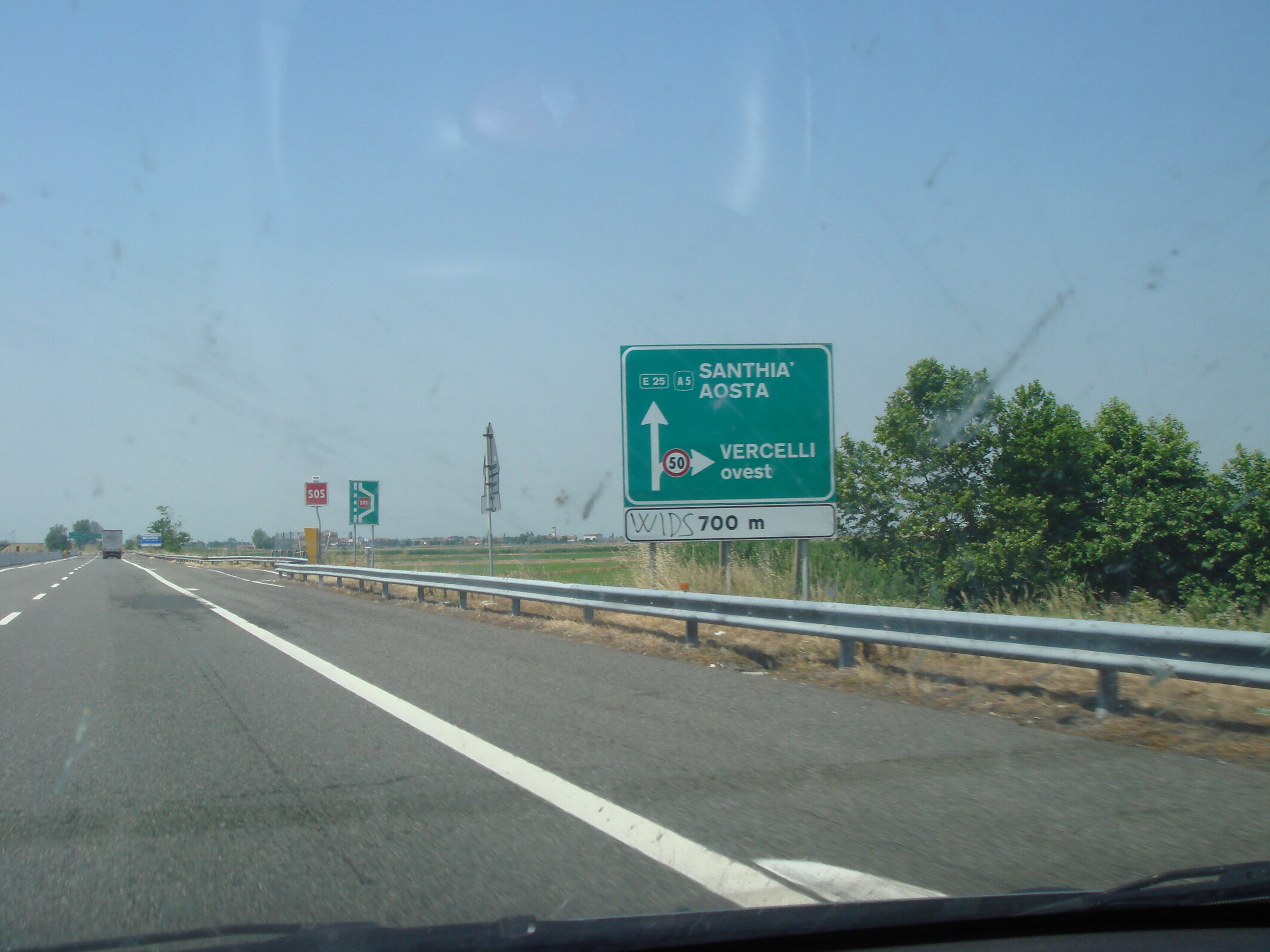
Sortie Vercelli ovest sur l'A26.
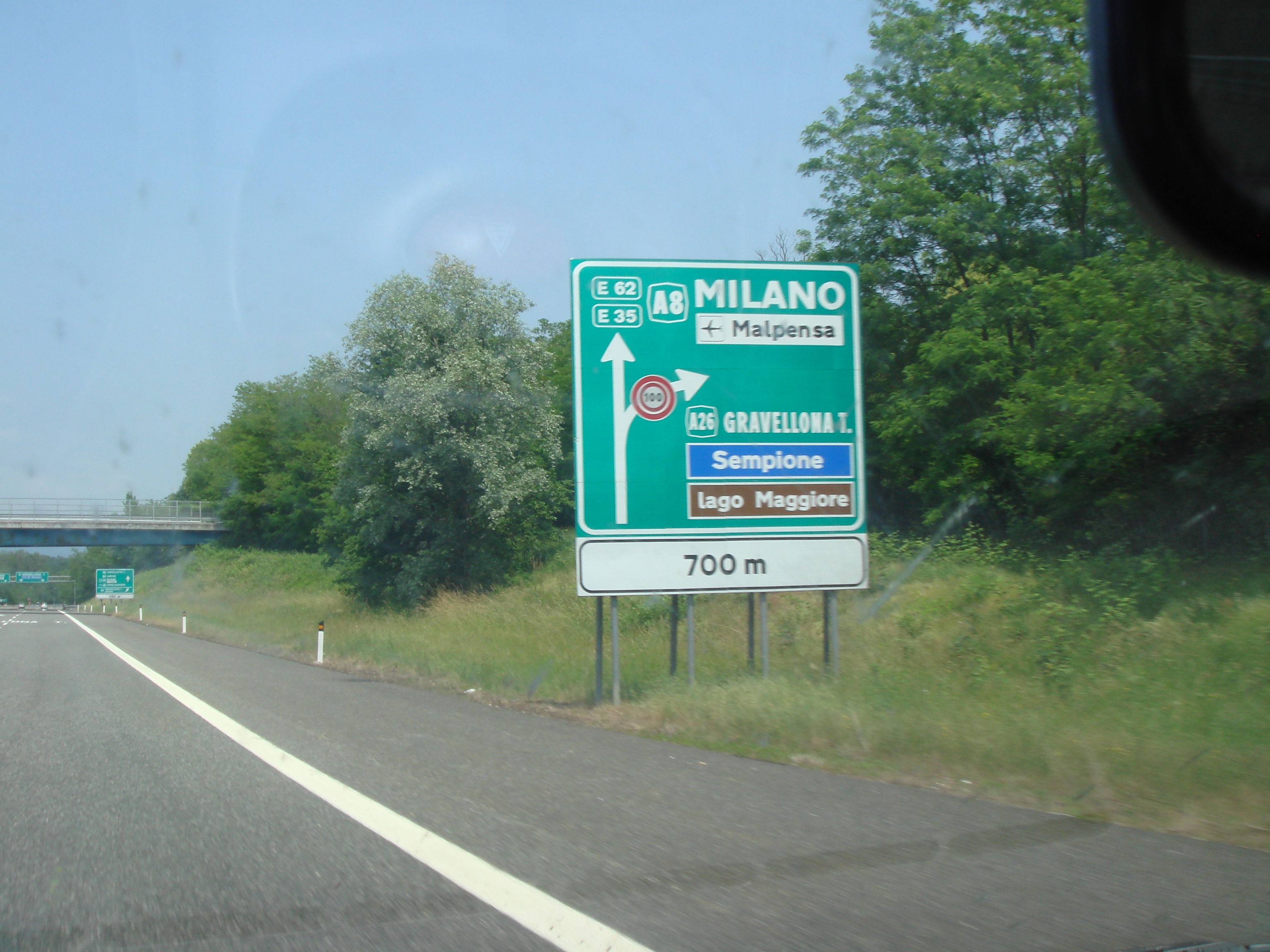
Jonction entre l'A26 et l'A8.
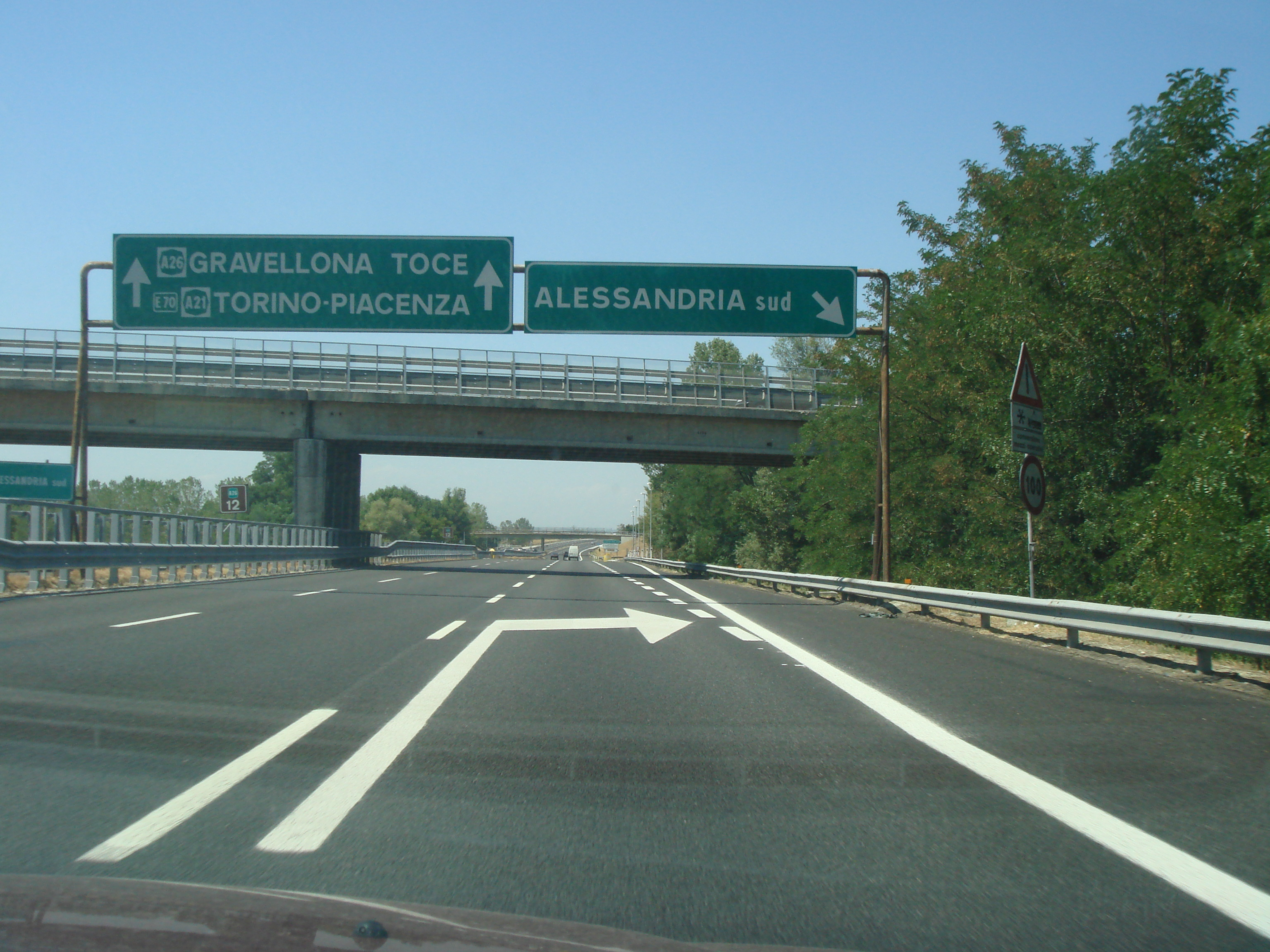
L'A26 au niveau d'Alessandria sud en direction du nord.